# Niels Kuntzes hus
Niels Kuntzes hus er en bygning i Östergatan i Malmø. Det indgår i St. Gertruds-kvarteret, et af Malmøs seværdigheder med mange gamle restaurerede bygninger.
Niels Kuntzes hus blev opført omkring 1530 af borgmester Jep Nielsen, der gav det til sin svigersøn Niels Kuntze. Kuntze avancerede selv til både rådmand og borgmester.
Huset har været genstand for omfattende arkæologiske undersøgelser, og derfor ved man en hel del om, hvordan det blev brugt på Kuntzes tid. Da var det delt i to lejligheder, hvor Kuntze og hans hustru Anne boede i den, der vendte mod vest. I kælderen var der lagerlokaler, i stueetagen var der handelslokaler, mens privatboligen lå på første sal. På gårdsiden var der stald, bryghus og lignende. De nuværende udbygninger er ikke de oprindelige, men stammer fra først i 1700-tallet.